# Xerasia
Xerasia er en hårsygdom, hvor håret bliver tørt og skørt. Xerasia kommer fra det græske ord xeros, der betyder "tør."